# Lost in the Echo
«Lost in the Echo» (с англ. — «Потерянные в эхе») — второй сингл американской рок-группы Linkin Park из альбома Living Things, выпущенный 19 октября 2012 года на лейбле Warner Bros. Records. Выход клипа состоялся также в 2012 году. Изначально он существовал в социальной сети Facebook, чуть позже был выложен и на Youtube. Пока клип находился в соцсети, у него была особенность: он был интерактивным, и пользователь сам выбирал вариант развития событий в видео. Однако эта возможность не была сохранена при заливке материала на другие ресурсы.

## Список композиций
| №  | Название                                    | Длительность |
| -- | ------------------------------------------- | ------------ |
| 1. | «Lost in the Echo»                          | 3:25         |
| 2. | «Lost in the Echo» (Killsonik Remix)        | 5:09         |
| 3. | «Lost in the Echo» (Killsonik Remix [Edit]) | 3:30         |

Слова и музыка всех песен — Linkin Park.
| №  | Название                                  | Длительность |
| -- | ----------------------------------------- | ------------ |
| 1. | «Lost in the Echo» (Album Version)        | 3:25         |
| 2. | «Lost in the Echo» (Instrumental Version) | 3:25         |

## Чарты
| Чарты (2012)                              | Высшая позиция |
| ----------------------------------------- | -------------- |
| France (SNEP)                             | 150            |
| Germany (Media Control AG)                | 68             |
| South Korea (Gaon Chart)                  | 7              |
| UK Singles (Official Charts Company)      | 175            |
| UK Rock (Official Charts Company)         | 4              |
| US Billboard Hot 100                      | 95             |
| US Rock Songs (Billboard)                 | 34             |
| US Alternative Songs (Billboard)          | 39             |
| US Hot Mainstream Rock Tracks (Billboard) | 29             |